# Iida
Iida (japanisch 飯田市, -shi) ist eine Stadt im Süden der Präfektur Nagano auf der japanischen Hauptinsel Honshū. Iida ist die größte Stadt im Ina-Becken und damit auch gleichzeitig die größte Stadt im als nanshin bezeichneten Süden der Präfektur.

## Geographie

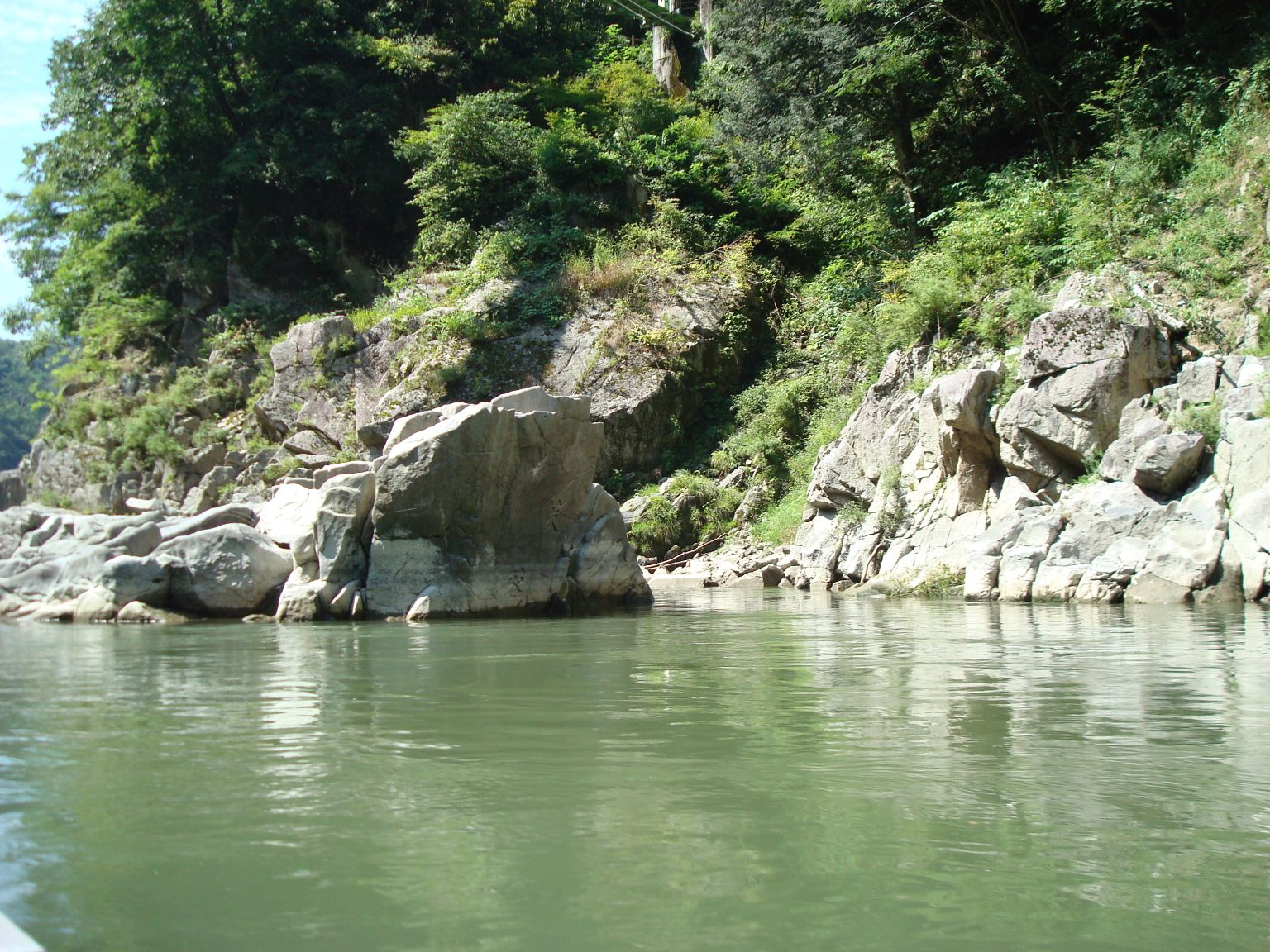
Tenryūkyō

Der Fluss Tenryū fließt durch die Stadt von Norden nach Süden.

## Geschichte
Iida wurde als Burgstadt um 1195 von Kondō Kaneie gegründet. Die Burg wurde später von der Sakanishi-Familie genutzt, kam dann 1390 an die Ogasawara, die sie 1548 an die Takeda verloren. Oda Nobunaga gab die Burg 1582 an Mōri Hideyori, Toyotomi Hideyoshi dann 1592 an Kyogōku Takatomo. Unter den Tokugawa erhielten die Burg nacheinander 1601 wieder die Ogasawara, 1617 die Wakizaka und schließlich von 1672 bis 1868 die Hori mit einem Einkommen zuletzt von 17.000 Koku.

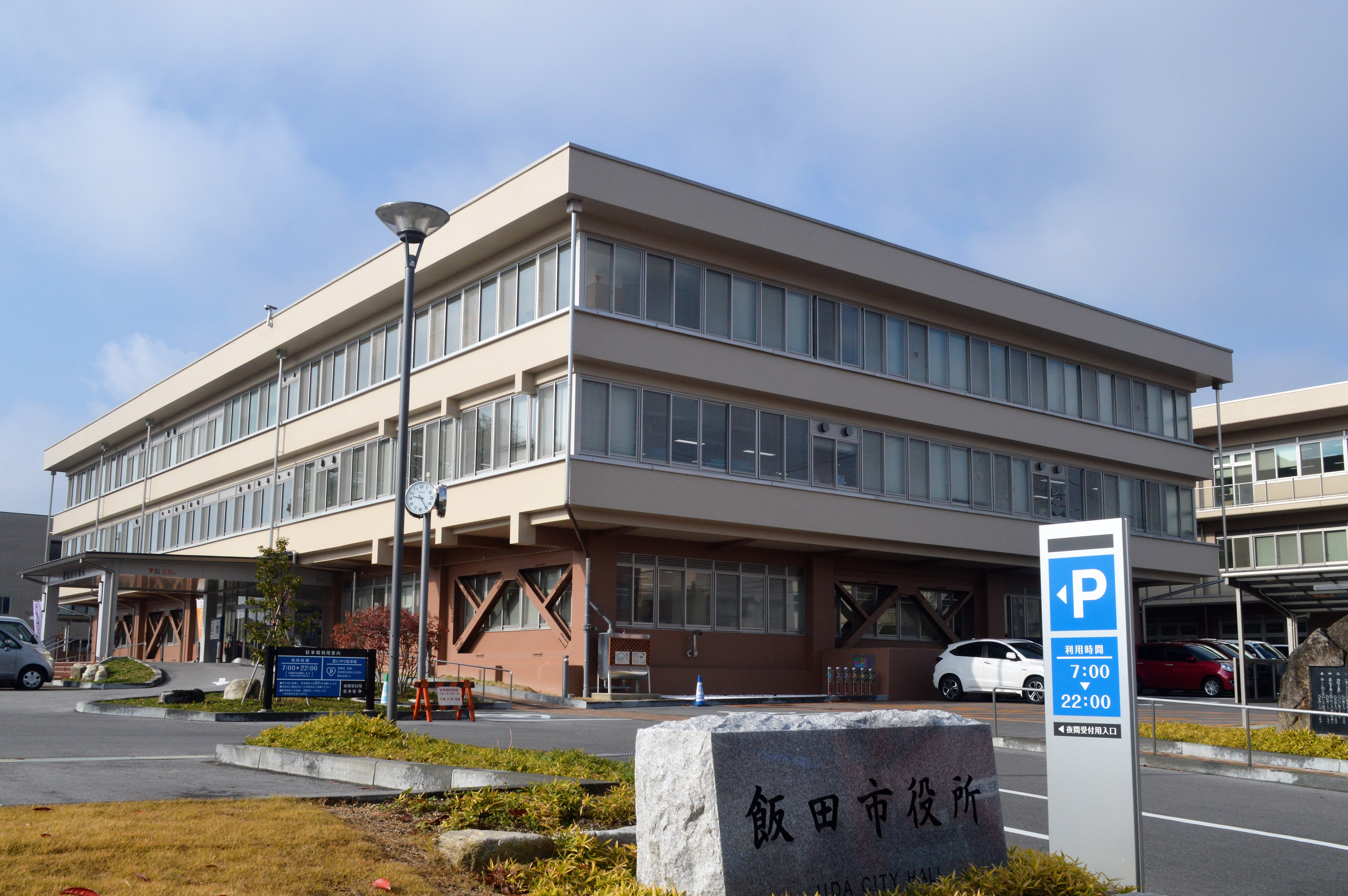
Rathaus

Bei der Einführung der vom preußischen Vorbild beeinflussten modernen Kommunalordnungen 1889 wurde Iida als kreisangehörige Stadt (-machi) im Kreis Shimo-Ina („Unter-Ina“) um Teile des Dorfes Kami-Iida („Ober-Iida“) erweitert. Die Kreisverwaltung von Unter-Ina war schon 1878/79 bei der endgültigen Teilung des Kreises Ina in Iida eingerichtet worden. Iida wurde mit dem Zusammenschluss der ehemaligen Gemeinden Iida und Kamiiida am 1. April 1937 als -shi kreisfrei. Das Stadtgebiet wuchs durch weitere Eingemeindungen aus dem Landkreis 1956, 1961, 1964, 1984, 1993 und 2005.
1947 verwüste der Großbrand von Iida (Iida taika) das Geschäftsviertel im Stadtzentrum und zerstörte rund 4000 Häuser.

## Wirtschaft
Es werden Maulbeerbäume angepflanzt für die Seidenzucht. Agrarprodukte sind Birnen, Äpfel, getrocknetes Tofu (凍り豆腐, Kōri-dōfu). In den letzten Jahren sind Elektronik und Präzisionsinstrumente dazu gekommen. 

## Verkehr

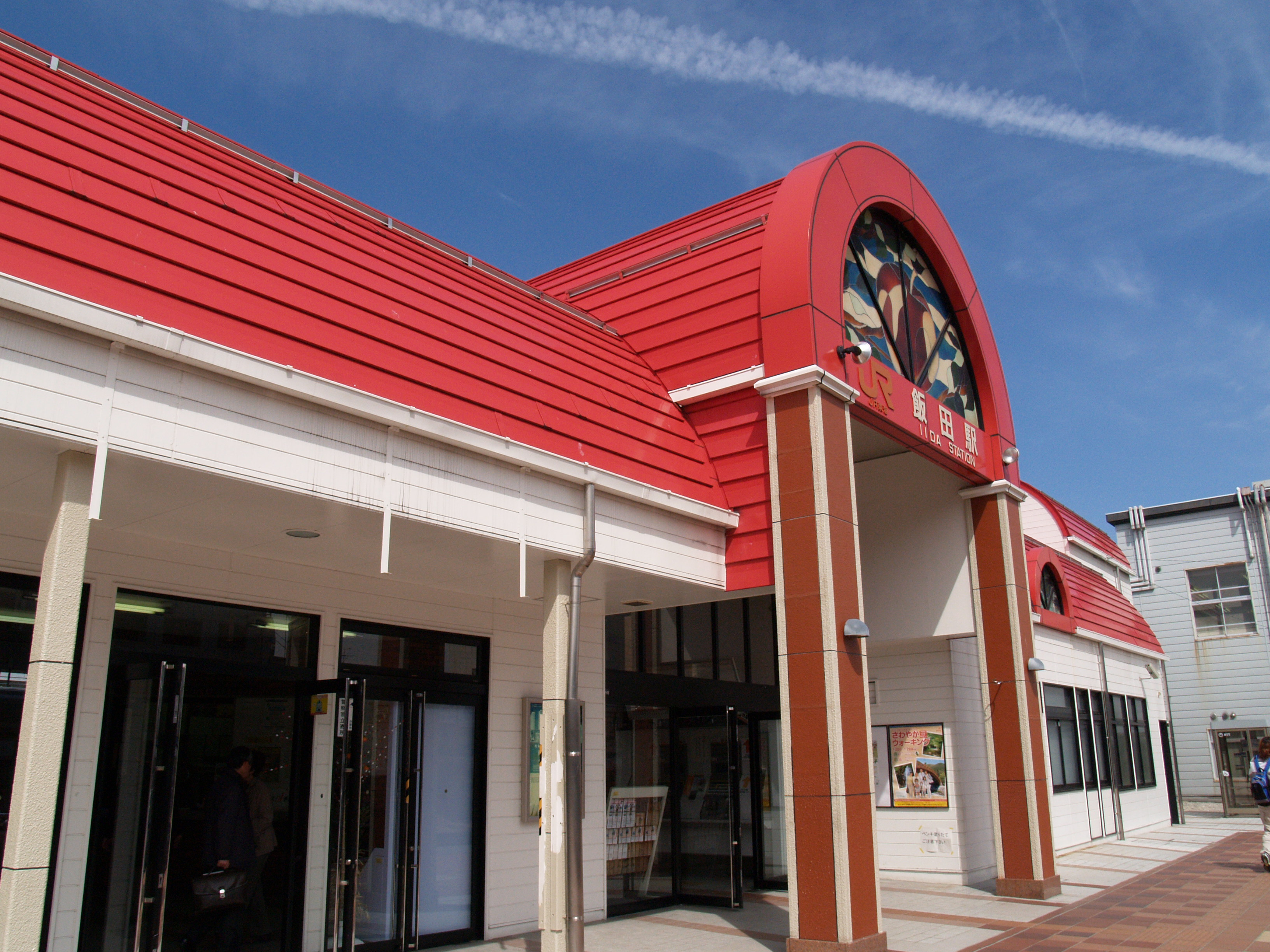
Bahnhof Iida

Iida ist über die Chūō-Autobahn sowie über die Nationalstraßen 151, 152, 153, 256 und 418 erreichbar. Durch die Stadt führt die von JR Central betriebene Iida-Linie, unter anderem mit den Bahnhöfen Iida und Tenryūkyō. Geplant ist ein unterirdischer Bahnhof an der Magnetschwebebahn Chūō-Shinkansen, die im Jahr 2027 eröffnet werden soll.

## Städtepartnerschaften
- Tsuyama, Japan, seit 1969
- Charleville-Mézières, Frankreich, seit 1988

## Sehenswürdigkeiten
- Tenryūkyō (天竜峡)

## Söhne und Töchter der Stadt
- Andō Teibi (1853–1932), Generalgouverneur über Taiwan
- Dazai Shundai (1680–1747), Konfuzianist und Wirtschaftsgelehrter
- Hara Hiromu (1903–1986), Grafiker
- Hinatsu Kōnosuke (1890–1971), Lyriker, Übersetzer und Literaturwissenschaftler
- Onosato Toshinobu (1912–1986), Maler
- Takako Tate (* 1978), Singer-Songwriterin
- Tanaka Yoshio (1838–1916), Naturforscher

## Angrenzende Städte und Gemeinden
| - In Nagano-ken - im Shimoina-gun - Iijima-machi - Matsukawa-machi - Takamori-machi - Achi-mura - Shimojō-mura - Yasuoka-mura - Tenryū-mura - Takagi-mura - Toyooka-mura - Ōshika-mura - im Kiso-gun - Nagiso-machi - Ōkuwa-mura | - In Shizuoka-ken - Shizuoka-shi - Hamamatsu-shi |